# Dálnice D5
Dálnice D5 (tzv. Plzeňská dálnice), označovaná také jako Via Carolina, spojuje Prahu s hranicí s Německem. Trasa dálnice je Praha – Plzeň – Rozvadov – státní hranice Česko/Německo. Je dlouhá 151,828 km.

## Historie

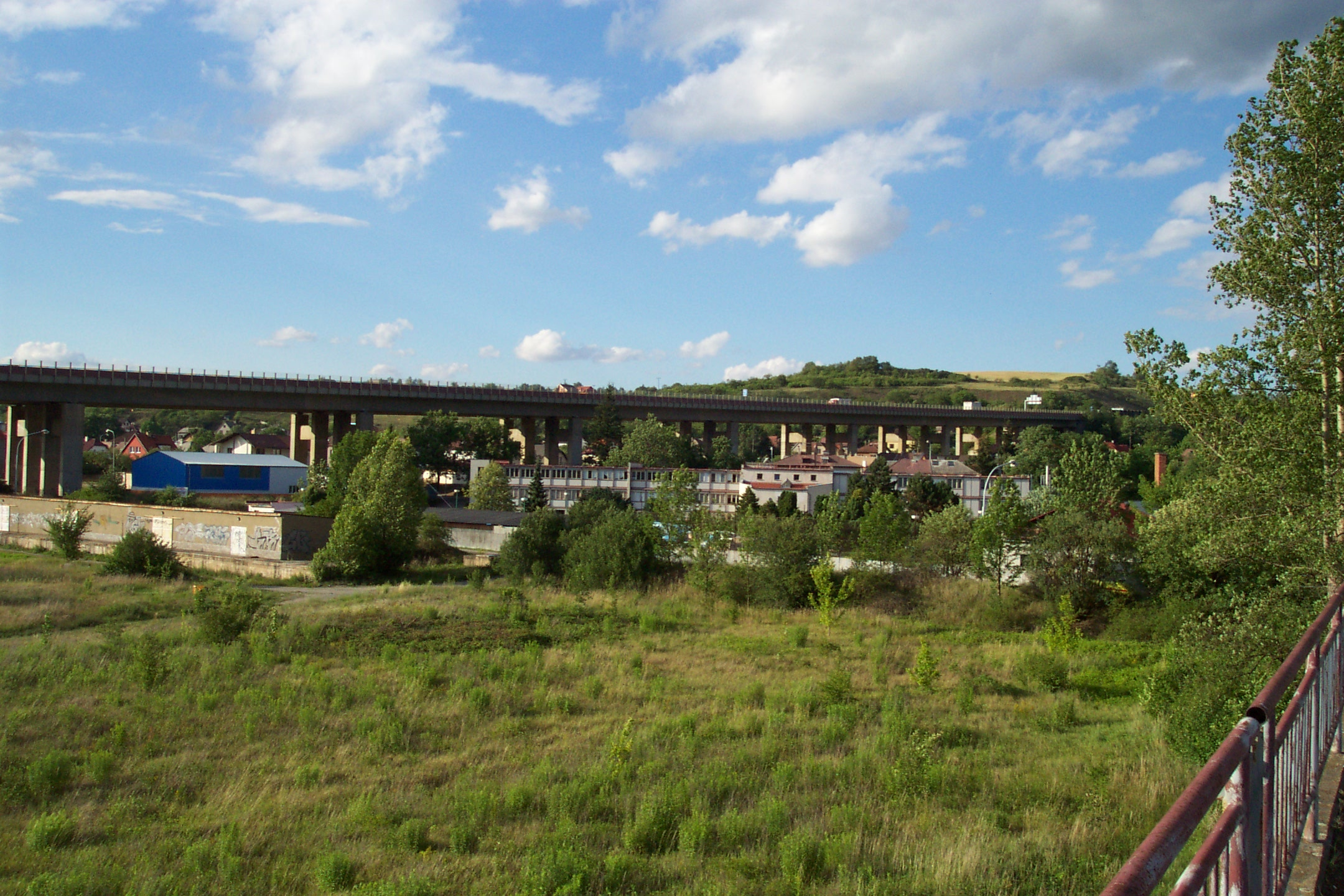
Dálniční most přes Berounku v Berouně. Tato část dálnice D5 byla zprovozněna v říjnu 1985

Rozhodnutí o stavbě padlo už v roce 1963, usnesení vlády bylo několikrát aktualizováno. Stavba byla zahájena stavbou mostu v Berouně v roce 1976. Dokončení stavby bylo plánováno v roce 2000. Ze začátku probíhala stavba velice pomalu, první otevřený úsek bylo 9 km dálnice z Prahy-Zličína do Loděnice v roce 1982, poté stavba postupovala tempem cca 2–3 km ročně. V roce 1989 byl zprovozněn úsek do Bavoryně (vesnice cca 1 km západně od Zdic) a délka zprovozněného úseku dálnice tak dosáhla 29 km. Termín dokončení celé dálnice byl posunut na rok 2010. Po roce 1989 se stala dálnice D5 prioritní stavbou, která měla zajistit zlepšení dopravního spojení se západní Evropou. Rychlost stavby se zněkolikanásobila. Již v roce 1995 byl otevřen celý úsek až k Ejpovicím, odkud vede čtyřpruhová komunikace na východní okraj Plzně. Usnesením vlády ze dne 24. května 1995 č. 304 bylo schváleno propojení české dálnice D5 a německé dálnice A6 na společných státních hranicích výstavbou hraničního mostu. Toto propojení se stalo realitou v roce 1997, kdy byl dokončen celý úsek z Plzně až do pohraničního městečka Waidhaus v Německu.

Symbol pro dálnici A6-D5

Dálnice mezi Prahou a Norimberkem (včetně navazující dálnice A6) je nazývána jako Via Carolina – „královská cesta“ – na památku historické Norimberské cesty.

## Současný stav
Jediným nezprovozněným úsekem dálnice byla dlouhou dobu část obchvatu města Plzně. Ten se stal velice problematickým úsekem dálnice. Jeho projednávání trvalo 15 let a jedná se tak o nejsložitější kauzu porevoluční historie správních řízení. Během projednávání došlo k čtyřem změnám na pozici ministra životního prostředí (a tím i změnám v pohledu na výstavbu), silnou roli zde sehrály i lobbistické skupiny (tzv. zelená a betonová lobby).
Původně bylo rozhodnuto roku 1988 o severním obchvatu Plzně. Z důvodu odporu chatařů v oblasti západně od Plzně a vodohospodářů (dálnice měla přetínat vodní nádrž Hracholusky) se začala zvažovat jižní varianta. Zde už od počátku proti sobě stály dvě varianty, tzv. varianta S a varianta K. Vláda ČR z podnětu města Plzně schválila 20. prosince 1991 upravenou variantu K (tzv. KU) jakožto prioritní variantu výstavby. V následujícím správním řízení vyhodnotil posudek EIA variantu KU jako příznivou, a to v optimalizované úpravě jako tzv. KU0. Vláda, která se mezitím vyměnila, použila ovšem jiný posudek a schválila v roce 1994 upravenou variantu S, tzv. SUK. Okresní úřad Plzeň-jih pak vyhověl námitkám občanských sdružení a posunul vedení dálnice jižně od vrchu Valík, aby nedošlo tak k výraznému zásahu do lesního komplexu a snížil se vliv stavby na krajinný ráz – tzv. varianta SUK1. Ministr životního prostředí František Benda ovšem toto rozhodnutí okresního úřadu označil za rozporné vůči nařízení vlády z roku 1994, a tak vydal souhlas se zásahem do významného krajinného prvku Valík v původně navržené trase SUK. Poté následoval koloběh neúspěšných odvolání různých účastníků řízení (obce, občané, občanská sdružení), během nějž byla trasa upravena o tunel v nejhlubší části zářezu.

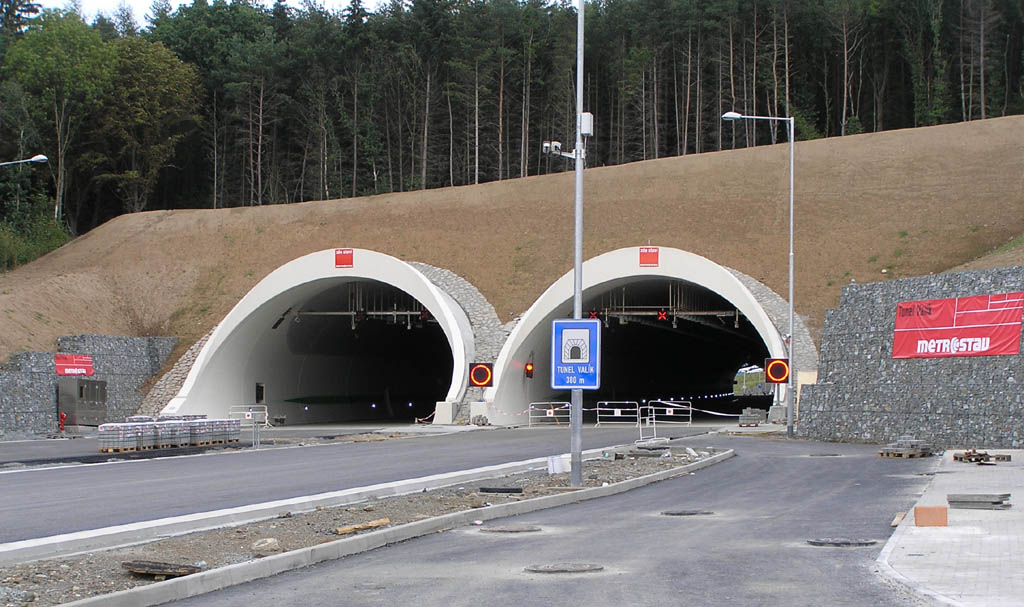
Tunel Valík, těsně před dokončením (srpen 2006)

Teprve v roce 1998 zrušil ministr životního prostředí (tentokrát Martin Bursík) souhlas se zásahem do krajinného prvku, neboť na tuto variantu nebyla provedena EIA a byl tak porušen zákon. Spor se tak vrátil do samotného počátku. Po dalších 4 letech jednání, během nichž byla stavba obchvatu rozdělena na tři dílčí stavby, západní a východní nekonfliktní část byla schválena, byla zde zahájena stavba a střední nadále procházela dalšími řízeními, byla dálnice schválena opět ve variantě SUK2. Tunel pod vrchem Valík je dlouhý 380 m a výška průjezdního profilu je 5,35 m.
Otevření první části obchvatu 15.12.2003 bylo velkolepou oslavou za účasti hejtmana a primátora. Hejtman Plzeňského kraje označil dálnici D5 za nejdůležitější stavbu v kraji po roce 1989. Oslava i následně média prezentovala obchvat nesprávně jako dokončený (nikoliv jen zčásti dokončený), a tak v prvních měsících došlo v nedokončených úsecích k několika velmi vážným dopravním nehodám.
Dálnice D5 je součástí IV. Panevropského koridoru ve větvi A (Berlín/Norimberk – Praha – Bratislava – Budapešť – Constanta/Thesaloniki/Istanbul) a také mezinárodní silnice E50 Brest (Francie) – Paříž – Norimberk – Praha – Košice – Doněck – Machačkala.
Celá dálnice (z Prahy až po německou dálnici A93) byla zprovozněna 6. října 2006. Návazná dálnice A6 (od křižovatky s A93 směrem na Norimberk a Paříž) pak 10. září 2008.
V roce 2008 byla na odpočívadle u Šlovic otevřena kaple Smíření, doposud jediná dálniční kaple v Česku.

## Dílčí stavby
| Úsek       | Název                                         | Délka     | Kategorie | Zahájení výstavby | Uvedení do provozu | Křižovatky                                                                                       |
| ---------- | --------------------------------------------- | --------- | --------- | ----------------- | ------------------ | ------------------------------------------------------------------------------------------------ |
| 0502       | Praha – Vráž                                  | 13,400 km | D26,5/120 | 06/1977           | 12/1983            | Chrášťany (exit 1) Rudná (exit 5) Loděnice (exit 10)                                             |
| 0503       | Vráž – Bavoryně                               | 15,300 km | D26,5/120 | 03/1982           | 10/1985            | Beroun - východ (exit 14) Beroun - centrum (exit 18) Beroun - západ (exit 22) Bavoryně (exit 28) |
| 0504       | Most v Berouně (přes řeky Berounku a Litavku) | –⁠⁠⁠⁠⁠⁠         | D26,5/120 | 10/1976           | 10/1985            |                                                                                                  |
| 0505       | Bavoryně – Mýto                               | 21,538 km | D26,5/120 | 10/1992           | 10/1995            | Žebrák (exit 34) Cerhovice (exit 41)                                                             |
| 0507       | Mýto – Svojkovice                             | 5,975 km  | D26,5/120 | 10/1991           | 10/1993            | Mýto (exit 50)                                                                                   |
| 0508       | Svojkovice – Klabava                          | 8,198 km  | D26,5/120 | 10/1990           | 10/1993            | Rokycany (exit 62)                                                                               |
| 0509       | Klabava – Ejpovice                            | 3,710 km  | D27,5/120 | 12/1993           | 10/1995            | Ejpovice (exit 67)                                                                               |
| 0510       | Ejpovice – Sulkov (Líně)                      | 20,437 km | D27,5/120 | 1997              | 10/2006            |                                                                                                  |
| → 0510/IA  | Ejpovice – Černice                            | 8,569 km  | D27,5/120 | 04/2002           | 12/2003            | Plzeň - Slovany (exit 73) Plzeň - Černice (exit 76)                                              |
| → 0510/IB  | Černice – Útušice                             | 3,470 km  | D27,5/120 | 12/2003           | 10/2006            |                                                                                                  |
| → 0510/II  | Útušice – Sulkov (Líně)                       | 8,398 km  | D27,5/120 | 03/2001           | 12/2003            | Plzeň - Bory (exit 80)                                                                           |
| → 0510/III | most přes řeku Úslavu                         | –         | D27,5/120 | 1997              | 12/2003            |                                                                                                  |
| → 0510/IV  | most přes řeku Úhlavu                         | –         | D27,5/120 | 12/2003           | 10/2006            |                                                                                                  |
| → 0510/V   | most přes řeku Radbuzu                        | –         | D27,5/120 | 07/1997           | 12/2003            |                                                                                                  |
| 0511       | Sulkov (Líně) – Benešovice                    | 29,366 km | D26,5/120 | 06/1994           | 11/1997            | Sulkov (exit 89) Nýřany (exit 93) Heřmanova Huť (exit 100) Stříbro (exit 107)                    |
| 0512       | Benešovice – Rozvadov                         | 25,400 km | D26,5/120 | 06/1994           | 11/1997            | Benešovice (exit 119) Bor (exit 128) Mlýnec (exit 136) Rozvadov (exit 144)                       |
| 0513       | Rozvadov – hranice s Německem                 | 7,845 km  | D26,5/120 | 06/1994           | 11/1997            |                                                                                                  |

### Modernizace silnice
| Číslo | Název                            | Délka    | Kategorie | Zahájení výstavby | Uvedení do provozu | Křižovatky                                           |
| ----- | -------------------------------- | -------- | --------- | ----------------- | ------------------ | ---------------------------------------------------- |
| S23   | Třebonice–Loděnice, zkapacitnění | 9,754 km | D34/130   | plánováno 2029    | plánováno 2030     | Třebonice (exit 1) Rudná (exit 5) Loděnice (exit 10) |